# 謝燕娜
謝燕娜（Edna Tse）（1976年—），香港新聞記者，前任亞洲電視新聞部記者、天氣報導員及採訪主任，曾任職於香港電台英語新聞部，現任香港有線新聞新聞及公共事務副總經理、前香港國際財經台英語新聞主管。

## 簡介
謝燕娜畢業於澳洲新南威爾士以大眾傳播系聞名的查爾斯史都華大學（Charles Sturt University）商學系；2000年加入亞洲電視。謝燕娜在亞視新聞工作期間，主要擔任亞洲電視國際台晚間7時30分時段的新聞報導員，亦經常負責於其他時段（例如：晚上7時55分的天氣報告，夜間新聞和最新財經消息）之報導。謝燕娜偶然會兼任亞洲電視本港台中午12時45分的天氣報告員。
2007年1月28日，謝燕娜轉職香港電台英語新聞部。謝燕娜在離開亞洲電視前，最後一次主持晚間7時30分新聞，並且向觀眾表示“再會”。
2012年5月，謝燕娜返回亞視新聞擔任主播。
2014年5月6日，因時任香港律師會會長林新強拒絕回答英語記者提問，並著令記者「自己翻譯成英文」，亞視國際台不滿林的惡劣態度，拒絕報道當日記者會。謝燕娜與另一主播Britt Clennett在導言時表示「希望讓公眾看到在所謂國際都會的香港，從事英文新聞採訪報道是愈來愈困難」。
2014年12月，謝燕娜升任英语新闻部采访主任。
2015年2月，谢燕娜因申请产假暂时离开，一个月后再次重回亚视新闻，再次担任国际台730新闻主播。
2018年2月，謝燕娜轉投有線新聞，擔任香港國際財經台英語新聞主管。2020年8月10日起，獲擢升為有線新聞及公共事務副總經理，香港國際財經台英語新聞主管由楊偉雄（Raymond Yeung）接任。

## 爭議
2020年12月1日，有線新聞部大裁員40人，觸發集體請辭。當日新聞部員工向4名高層對質，有人批評裁員準則不清，謝燕娜與下屬對話，示意可以安排每位同事傾談。